# Todos nuestros átomos
Todos nuestros átomos es el quinto y último trabajo discográfico, perteneciente a la banda de rock de Argentina Utopians. Fue producido por el músico Jimmy Rip (integrante de la banda estadounidense Television). El primer corte de difusión de esta placa, es la canción «Tren de la alegría».

## Lista de canciones
| N.º | Título               | Duración |  |
| 1.  | «Alimaña»            | 03:25    |  |
| 2.  | «Tren de la alegría» | 03:56    |  |
| 3.  | «Reflejo»            | 04:13    |  |
| 4.  | «Todo lo que tengo»  | 03:18    |  |
| 5.  | «Lo tuyo»            | 03:49    |  |
| 6.  | «Uhh»                | 03:59    |  |
| 7.  | «Los rios»           | 03:29    |  |
| 8.  | «Maravilla»          | 04:38    |  |
| 9.  | «Las Arañas»         | 05:04    |  |
| 10. | «Funeral»            | 04:01    |  |
| 11. | «Fuego»              | 04:36    |  |
| 12. | «Tan solos»          | 03:18    |  |

## Personal
- Bárbara Recanati: guitarra y voz
- Gustavo Fiochi: guitarra y voz
- Mario Romero: bajo y coros
- Tómas Molina Lera: batería